# Atkins v. Virginia
Atkins gegen Virginia ist ein Fall, der im Jahr 2002 vom Obersten Gerichtshof der Vereinigten Staaten entschieden wurde. Das Gericht untersagte die Hinrichtung von Menschen mit geistigen Behinderungen und berief sich dabei auf den 8. Zusatzartikel der amerikanischen Verfassung, der „grausame und ungewöhnliche Strafen“ verbietet. Das Gericht überließ es jedoch den Staaten, den Grad der Behinderung selbst zu bestimmen, schränkte diesen Ermessensspielraum dann aber zwölf Jahre später in Hall v. Florida stark ein.

## Fall
Daryl Renard Atkins (* 1978), der mit einem Komplizen einen Mann entführt, beraubt und dann ermordet hatte, wurde dafür zum Tode durch die Giftspritze verurteilt. Sein Intelligenzquotient lag 1998 jedoch bei 59, sodass er nach den Gesetzen von Virginia geistig behindert war. Daryl Atkins klagte am Obersten Gerichtshof der Vereinigten Staaten, dass Todesstrafen bei geistig behinderten Menschen wegen des achten Zusatzartikels der amerikanischen Verfassung verfassungswidrig seien. Das Gericht gab ihm recht.
Obwohl Aktins wahrscheinlich vielen geistig Behinderten das Leben gerettet hat, schien es dennoch lange wahrscheinlich, dass er hingerichtet wird: Ein Gericht in Virginia entschied im Juni 2005, dass Atkins nun mit einem IQ von 76 oder 74 (je nach Messung) nicht mehr geistig behindert (die Grenze liegt in Virginia bei einem IQ von 70) und somit intelligent genug sei, um hingerichtet zu werden. Das Gericht hatte bei seiner Entscheidung nicht berücksichtigt, dass der IQ von unter 70 auf über 70 erhöht werden könnte. Deshalb wurde nicht festgelegt, ob der Täter zur Tatzeit oder zum Zeitpunkt des Urteils geistig behindert sein muss, damit er nicht hingerichtet werden kann.

„Am Ende könnte Atkins’ Beitrag zu einem Ende der Hinrichtungen geistig Behinderter sein eigenes Ende bewirken.“

Experten wie der Psychologe Evan Nelson vermuten, dass Atkins durch den Umgang mit Anwälten Lesen und Schreiben geübt und seinen IQ verbessert habe.

„Er wurde intellektuell mehr stimuliert als während seiner Jugend und als junger Erwachsener.“

Im August 2005 entschied ein Gericht in Yorktown nach 13 Stunden Beratung, dass Atkins nicht geistig behindert sei. Als Hinrichtungsdatum wurde der 2. Dezember festgelegt, die Hinrichtung wurde jedoch ausgesetzt. Im Januar 2008 wurde die Strafe aufgrund einer inzwischen bekanntgewordenen Verfälschung der Zeugenaussage des Mitangeklagten durch die Staatsanwälte in lebenslange Haft umgewandelt.

## Weitere Entwicklungen

### Hall v. Florida (2014)
In Atkins hatte das Gericht entschieden, dass geistig behinderte Menschen nicht hingerichtet werden dürfen, wenn die drei folgenden Bedingungen erfüllt sind: 1.) ein „unterdurchschnittliches intellektuelles Funktionieren“ aufgrund eines niedrigen Intelligenzquotienten; 2.) ein Mangel an grundlegenden sozialen und praktischen Fähigkeiten; und 3.) das Vorhandensein beider Zustände vor dem 18. Lebensjahr. Das Gericht erklärte, dass ein Intelligenzquotient von unter „ungefähr 70“ Punkten normalerweise auf eine Behinderung hinweist, aber es überließ es den Staaten zu bestimmen, wer geistig behindert ist, und daher nicht hingerichtet werden kann.
In Hall v. Florida untersagte das Gericht den Staaten sich in Grenzfällen nur auf den Intelligenzquotienten zu beziehen und eine „starre Regel“ anzuwenden, nur wenn jemand bei einem IQ-Test etwas über 70 Punkten erziele – Hall hatte in einem Test 71 Punkte erreicht. Die American Psychological Association und die American Association on Intellectual and Developmental Disabilities hätten gezeigt, dass IQ-Tests eine Fehlermarge von 10 Punkten nach oben und unten aufweisen können, und daher vor einer Urteilssprechung auch andere Hinweise auf eine geistige Behinderung vorgelegt werden dürfen.

### Moore v. Texas (2017)
In Moore v. Texas wurde klargestellt, dass Gerichte bei der Diagnose von geistigen Behinderungen legitime medizinische Diagnosekriterien verwenden müssen, um den Ansprüchen in Atkins zu genügen.